# لاري عمار
لاري عمار (بالإنجليزية: Larry Amar) هو لاعب  هوكي الحقل أمريكي، ولد في 24 فبراير 1972.

## وصلات خارجية
- لاري عمار على موقع الاتحاد الدولي للهوكي (الإنجليزية)
- لاري عمار على موقع اللجنة الأولمبية الدولية (الإنجليزية)
- لاري عمار على موقع أوليمبيديا (الإنجليزية)